# Zuli
Marco Zuliani, conosciuto nella scena musicale come Zuli (Torino, 1980), è un musicista italiano.

## Biografia
Zuli entra nel mondo della musica nei primi anni novanta, periodo delle "Posse" in Italia. Nel 1998, oltre a partecipare come rapper a diversi mixtape e compilation nazionali, incide con il gruppo torinese The Net Project" il suo primo singolo, intitolato La mia strada e prodotto da DJ Kaf e DJ Gemma.
Negli anni a seguire Zuli si avvicina alla musica reggae, cantando e collaborando con diversi artisti italiani. Cominciano per lui una serie lunghissima di dancehall che fanno da palestra allo stile e alla potenza di Zuli. Nel 2004 pubblica l'album di debutto Provaci tu, interamente realizzato su riddim e prodotto dall'associazione Rub a Dub. Nel marzo 2005 collabora con i Roy Paci & Aretuska al brano Malarazza, contenuto in Parola d'onore. Il tour europeo con i Roy Paci & Aretuska gli consente di intraprendere una fruttuosa collaborazione con l'etichetta discografica tedesca Germanican e con altre importanti realtà musicali.
Nel 2008 Zuli ha pubblicato il secondo album Grande, distribuito dalla Zuingo Communication. Il disco, prodotto da Josh Sanfelici, ha visto la partecipazione del rapper Ensi nel brano Segnali. Sempre nel 2008 ha partecipato al progetto discografico degli Africa Unite 4riddim 4unity, il quale vanta la partecipazione di artisti come: Ky-mani Marley, Alborosie, Sud Sound System, Brusco, Roy Paci, Sergente Garcia.
Nel 2011 pubblica il terzo album in studio Colpi, distribuito dalla Trumen Records. L'album si è conquistato uno spazio nel mercato discografico lontano dall'underground, grazie alle sonorità orecchiabili e fresche in grado di colpire le masse e per le tematiche sempre attuali trattate con immediatezza ed ironia. Nel marzo 2012 esce il mixtape Champion in Action Vol. 1, scaricabile gratuitamente dai canali ufficiali dell'artista, prodotto da Drop e missato da DJ Harsh. Il mixtape ha visto svariate partecipazioni, tra cui quelle di Guè, Ensi, Vacca, OneMic, Baby K e Vicio dei Subsonica. Dal mixtape inoltre sono stati estratti i videoclip dei brani Criminal Love e Passo alla tua amica. Nel 2012 Zuli ha inoltre collaborato con i Club Dogo ai brani Niente è impossibile e Lontano dallo Stress (P.E.S. Remix), entrambi presenti in Noi siamo il club.
A gennaio 2013 Zuli ha fondato l'etichetta discografica indipendente Large, con la quale ha pubblicato Colpi Reloaded, riedizione di Colpi che contiene i brani inediti Via di qua, Matta da legare e XXX (Lumberjacks RMX).
Nel 2015 Zuli ha pubblicato l'EP Exploit, distribuito dall'etichetta discografica indipendente Large e costituito da sette brani, di cui alcuni hanno visto la partecipazione di Jake La Furia, Johnny Marsiglia e Don Joe.
Dal 2015 Zuli si è "prestato" al socio educativo culturale per affinità e capacità dimostrate nel settore, ha fondato l'associazione culturale Large Motive ed è proprietario del marchio  Laboratorio Rap® Laboratorio Rap Terapeutico®  con la Coop Terra Mia Onlus. 
Zuli ha ideato e strutturato il Laboratorio Rap® Laboratorio Rap Terapeutico® un percorso che mira ad utilizzare la musica, in particolare il rap/trap, come strumento di mediazione delle emozioni, di abbattimento dei gap e di  costruzione di dinamiche di cooperazione nei gruppi. Si rivolge in particolare a giovani e giovanissimi, poiché il rap/trap è il loro canale di comunicazione privilegiato del momento.
Ha trasformato la sua etichetta discografica indipendente "Large" nel più ampio progetto innovativo musicale e culturale di Large Motive records

## Discografia

### Album in studio
- 2004 – Provaci tu
- 2008 – Grande
- 2011 – Colpi

### Mixtape
- 2012 – Champion in Action Vol. 1

### Extended play
- 2015 – Exploit

### Altre collaborazioni
- 2005 – Roy Paci & Aretuska feat. Zuli - Malarazza (da Parola d'onore)
- 2008 – Ensi feat. Zuli - Landa (da Vendetta)
- 2010 – Ensi feat. Zuli - Stessi Flash (da Equilibrio)
- 2011 – Entics feat. Zuli - Criminal Love (da Ganja Chanel 2)
- 2011 – OneMic feat. Zuli - Vivo come se (da Commerciale)
- 2011 – Royal Rhymes feat. Zuli - Sopravvissuti (da Royal Rhymes)
- 2011 – Guè feat. Zuli, Emis Killa e Vacca - XXX Pt. 2 (Hardcore) (da Il ragazzo d'oro)
- 2011 – DJ Jad feat. Zuli - Na Naa (Colpi) (da Wag 20 Years of Style)
- 2012 – Johnny Marsiglia e Big Joe feat. Zuli - Voci (da Orgoglio)
- 2012 – Club Dogo feat. Zuli - Niente è impossibile (da Noi siamo il club)
- 2013 – Guè feat. Zuli - Oh mio Dio! (da Bravo ragazzo (Deluxe Edition))
- 2013 – Guè feat. Zuli e Ensi - Forza Campione 2013 (da Bravo ragazzo (Deluxe Edition))
- 2013 – Jake La Furia feat. Zuli e Salmo - Vivo o morto (da Musica commerciale)
- 2014 – DJ Double S feat. Zuli - Toccasana (da Al centro della scena Vol. 2)
- 2014 – Stokka & MadBuddy feat. Zuli - Trema tutto (da Struggle Radio EP)
- 2019 – Jvli feat. Zuli - Cose da dire (da Liberté)